# Velesmes-Essarts
Velesmes-Essarts ist eine französische Gemeinde mit 363 Einwohnern (Stand: 1. Januar 2022) im Département Doubs in der Region Bourgogne-Franche-Comté. ie gehört zum Arrondissement Besançon und ist Mitglied im Gemeindeverband Grand Besançon Métropole. Die Bewohner werden Velesmois und Velesmoises genannt.

## Geographie
Velesmes-Essarts liegt auf 275 m, etwa zwölf Kilometer westsüdwestlich der Stadt Besançon (Luftlinie). Das Dorf erstreckt sich in der leicht gewellten Landschaft zwischen den Flussläufen von Doubs im Süden und Ognon im Norden.
Die Fläche des 2,92 km² großen Gemeindegebiets umfasst einen Abschnitt nördlich des Doubstals. Die teils mit Acker- und Wiesland, teils mit Wald bestandene Landschaft zeigt nur geringe Reliefunterschiede. Ein kurzer Bach entwässert das Gebiet nach Südwesten zum Doubs. Die nördliche Abgrenzung verläuft entlang der Hauptstraße N73, die Besançon mit Dole verbindet. Mit 295 m wird auf einer Anhöhe südwestlich des Dorfes am Rand des Bois d’Ambre die höchste Erhebung von Velesmes-Essarts erreicht.
Zu Velesmes-Essarts gehört der Weiler Les Essarts-Martin (260 m) westlich des Dorfes. Nachbargemeinden von Velesmes-Essarts sind Dannemarie-sur-Crète im Norden, Grandfontaine im Osten, Torpes im Süden sowie Osselle-Routelle und Saint-Vit im Westen.

## Geschichte
Die erste schriftliche Erwähnung von Velesmes datiert von 1289 (unter dem Namen von Vilema); von 1385 ist Velimme überliefert. Im Mittelalter gehörte Velesmes zunächst zur Herrschaft Thoraise und nach deren Güterteilung zur Herrschaft Torpes. Zusammen mit der Franche-Comté gelangte das Dorf mit dem Frieden von Nimwegen 1678 definitiv an Frankreich. Um eine Verwechslung mit anderen gleichnamigen Gemeinden zu vermeiden, wurde Velesmes im Jahr 1922 offiziell in Velesmes-Essarts umbenannt.

## Sehenswürdigkeiten

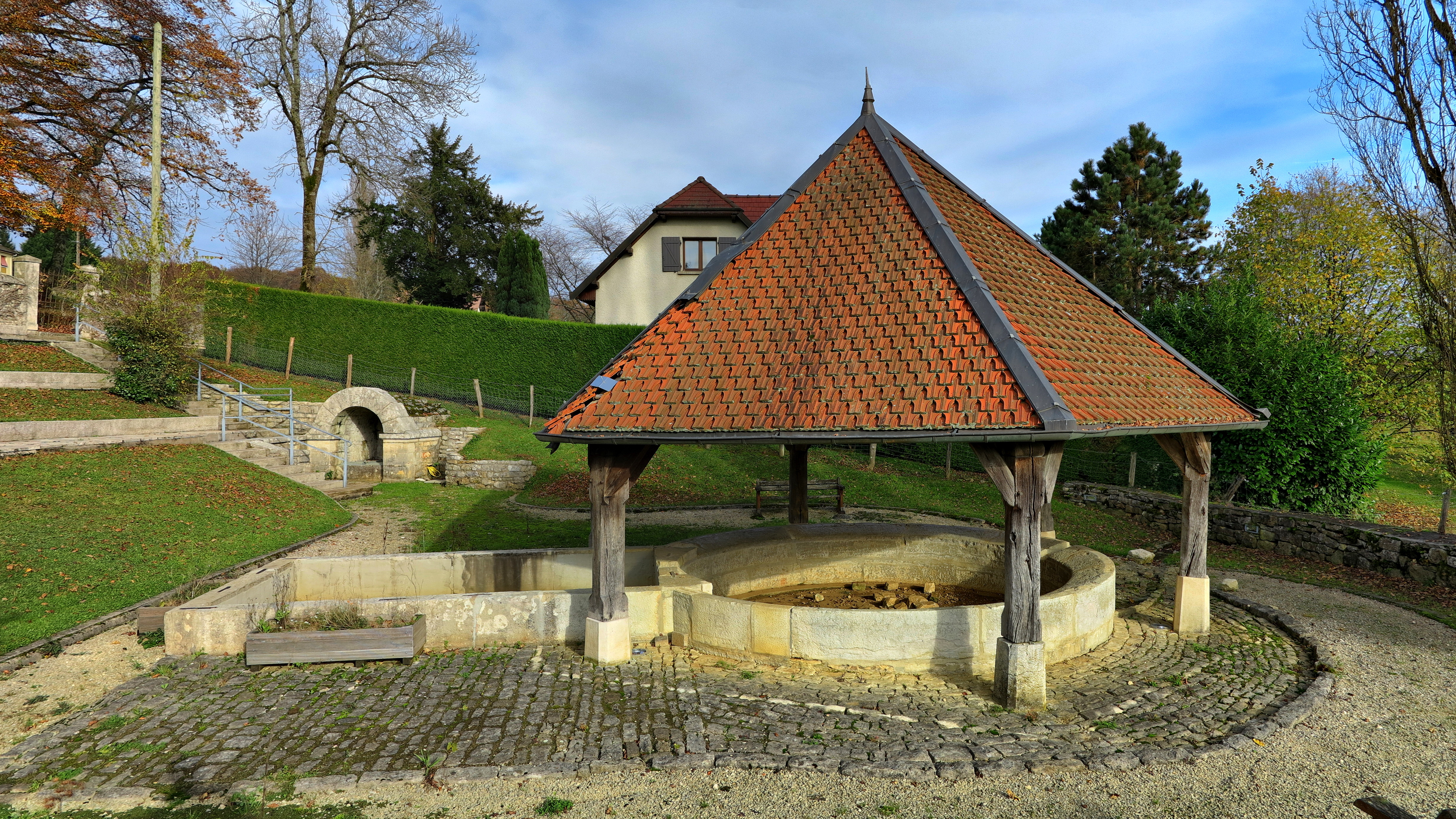
Lavoir

Zu den Sehenswürdigkeiten von Velesmes-Essarts zählt der Dorfbrunnen, der 1821 erstellt und seither mehrmals restauriert wurde.

## Bevölkerung
| Jahr                       | 1962 | 1968 | 1975 | 1982 | 1990 | 1999 | 2016 |
| Einwohner                  | 103  | 163  | 253  | 312  | 318  | 302  | 343  |
| Quellen: Cassini und INSEE |      |      |      |      |      |      |      |

Mit 363 Einwohnern (Stand 1. Januar 2022) gehört Velesmes-Essarts zu den kleinen Gemeinden des Départements Doubs. Nachdem die Einwohnerzahl in der ersten Hälfte des 20. Jahrhunderts stets im Bereich zwischen 95 und 125 Personen gelegen hatte, wurde seit den 1960er Jahren ein Bevölkerungswachstum verzeichnet.

## Wirtschaft und Infrastruktur
Velesmes-Essarts war bis weit ins 20. Jahrhundert hinein ein vorwiegend durch die Landwirtschaft (Ackerbau, Obstbau und Milchwirtschaft) geprägtes Dorf. Daneben gibt es heute verschiedene Betriebe des Klein- und Mittelgewerbes, vor allem in den Branchen Oberflächenbehandlung und Transportgewerbe. Mittlerweile hat sich das Dorf auch zu einer Wohngemeinde gewandelt. Viele Erwerbstätige sind Wegpendler, die in der Agglomeration Besançon ihrer Arbeit nachgehen. Velesmes-Essarts ist Sitz der Union professionnelle des éleveurs de montbéliardes (Verband der Viehzüchter von Montbéliard-Rindern).
Die Ortschaft ist verkehrstechnisch gut erschlossen. Sie liegt nahe der Hauptstraße N73, die von Besançon nach Dole führt. Der nächste Anschluss an die Autobahn A36 befindet sich in einer Entfernung von ungefähr acht Kilometern. Weitere Straßenverbindungen bestehen mit Routelle, Torpes und Grandfontaine.